# Kate Dickie
Kate Dickie (nascida em 1971) é uma atriz escocesa que apareceu em séries de televisão, peças de teatro e filmes. Ela é conhecida por seus papéis na televisão como Lex na série da BBC Tinsel Town (2000–2001) e Lysa Arryn na série da HBO Game of Thrones (2011, 2014).
Dickie também é conhecida por interpretar a agente de segurança Jackie em seu longa-metragem de estreia, Red Road, de 2006, dirigido por Andrea Arnold, pelo qual ganhou vários prêmios, incluindo Melhor Atriz no British Academy Scotland Awards e no British Independent Film Awards de Melhor Atriz. Ela novamente ganhou o prêmio de Melhor Atriz no British Academy Scotland Awards de 2016 pelo filme Couple in a Hole. Suas outras aparições em filmes incluem Prometheus (2012), Filth (2013), A Bruxa (2015), e Star Wars: The Last Jedi (2017).
Ela apoia a companhia de teatro Solar Bear, conhecida por suas colaborações com pessoas surdas, em parte por meio de seu papel como patrona.

## Juventude
Dickie nasceu em East Kilbride, Escócia. Ela passou parte de sua infância em diferentes partes da Escócia, Wigtownshire, Galloway, Perthshire e Ayrshire, devido a mudanças frequentes de sua família. Desde cedo descobriu sua paixão por atuar, que seus pais apoiaram. Vindo de uma família da classe trabalhadora (seu pai era fazendeiro e jardineiro) em que nenhum membro da família havia atuado nas artes antes, ela tinha vergonha de se autodenominar atriz, pois tinha medo de ser chamada de pretensiosa.
Seu desejo por aulas de teatro a ajudou a superar as inseguranças que surgiram com as frequentes mudanças escolares e a ajudou a lidar com a adaptação a novas pessoas e ambientes. Depois de deixar a escola, ela foi para a faculdade em Kirkcaldy para obter um certificado nacional em teatro. Em 1990, ela ganhou uma vaga na Royal Scottish Academy of Music and Drama e decidiu ficar em Glasgow.

## Carreira
Dickie começou a trabalhar no teatro. Ela alcançou seu avanço em 2000, na série Tinsel Town da BBC Scotland/Raindog.
Através da atuação de Dickie em sua estreia no cinema, Red Road, com seu ex-colega de escola de teatro e co-estrela Tony Curran, ela ganhou mais reconhecimento como atriz séria.
Na peça teatral Aalst, baseada na história real de um casal que matou seus filhos e foi condenado em um julgamento de grande repercussão, Dickie interpreta um dos pais. Sua motivação para desempenhar esse papel foi seu sentimento de "responsabilidade de interpretar pessoas assim e dar-lhes voz. Pessoas que não são necessariamente boas ou legais e têm boas vidas".
Ela reprisou o papel de Jackie em Donkeys, uma continuação de Red Road, dirigido por Morag McKinnon. Ela interpretou Mary no filme de suspense sobrenatural do Reino Unido, Outcast. Dickie foi treinadora de natação no filme para televisão de 2010, Dive. Ela aparece na série de televisão da HBO Game of Thrones, onde interpreta o papel de Lysa Arryn. Em 2018, Dickie apareceu em um episódio da 5ª temporada de Shetland. Em 2020, ela apareceu com Emma Stansfield no videoclipe da música inédita "Second" de Sleaford Mods.

## Filmografia

### Teatro
| Ano     | Título            | Personagem      |
| ------- | ----------------- | --------------- |
| 1994    | Bonjour Tristesse |                 |
| 1997–98 | Timeless          |                 |
| 1999    | Electra           | Electra         |
| 1999    | Mainstream        |                 |
| 2000    | AD                |                 |
| 2001    | Blooded           |                 |
| 2002    | Running Girl      | Garota correndo |
| 2002–03 | Lament            |                 |
| 2003    | The Entertainer   |                 |
| 2005    | Boiling a Frog    | Fooaltiyeman    |
| 2005    | Trojan Woman      | Andrômaca       |
| 2007    | Aalst             | Cathy Delany    |

### Televisão
| Ano        | Título                      | Personagem           | Notas                                                           |
| ---------- | --------------------------- | -------------------- | --------------------------------------------------------------- |
| 1994       | Rab C. Nesbitt              | Jovem                | (1 episódio) – "Mother"                                         |
| 2000–2001  | Tinsel Town                 | Lex                  |                                                                 |
| 2003       | The Vice                    | Beverly              | (1 episódio) – "Gameboys"                                       |
| 2003       | Taggart                     |                      | (1 episódio) – "Penthouse and Pavement"                         |
| 2004       | Still Game                  | Menina grávida       | (1 episódio, série 3) – "Swottin"                               |
| 2006       | Film '72                    | Ela mesma            |                                                                 |
| 2007       | Taggart                     | Wendy Nuget          | (1 episódio) – "Island" (2003)                                  |
| 2008       | '[He Kills Coppers          | Janis                |                                                                 |
| 2010       | Five Daughters              | Isabella Clennell    | (2 episódios)                                                   |
| 2010       | Dive                        | Alison               | (2 episódios)                                                   |
| 2010       | Os Pilares da Terra         | Agnes Builder        |                                                                 |
| 2011, 2014 | Game of Thrones             | Lysa Arryn           | (5 episódios)                                                   |
| 2012       | New Tricks                  | DCI Fiona MacDougall | (1 episódio) – "Glasgow UCOS"                                   |
| 2013       | By Any Means                | Patricia Brooks      | Episódio #1,2                                                   |
| 2015       | London Spy                  | Editora              | (1 episódio) – "Strangers"                                      |
| 2015       | The Frankenstein Chronicles | Sra. Bishop          |                                                                 |
| 2016       | One of Us                   | Sal                  | (4 episódios)                                                   |
| 2017       | Vera                        | Nell Hinkin          | (1 episódio) – "The Blanket Mire"                               |
| 2018       | The Cry                     | Morven Davis         |                                                                 |
| 2019       | Shetland                    | DI Sam Boyd          | (1 episódio)                                                    |
| 2019       | Peaky Blinders              | Madre superiora      | (1 episódio) - "Strategy"                                       |
| 2019       | The Alienist                | Annie escocesa       | (1 episódio) - "There Bloody Thoughts"                          |
| 2020       | The English Game            | Aileen Suter         | (2 episódios)                                                   |
| 2020       | The Nest                    | Sargento McClelland  |                                                                 |
| 2021       | Annika                      | DCI Diane Oban       |                                                                 |
| 2021       | Summer Camp Island          | Professor Elliott    | (1 episódio) – "Oscar and the Monsters Chapter 3: Witches Brew" |
| 2022       | Inside Man                  | Morag                |                                                                 |
| 2023       | Star Wars: Visions          | Oficial (voz)        | (1 episódio) - "In the Stars"                                   |
| 2023       | Loki                        | General Dox          |                                                                 |

### Film
| Ano  | Título                   | Personagem                | Notas                           |
| ---- | ------------------------ | ------------------------- | ------------------------------- |
| 2003 | Room for the Night       | Prostituta                | Curta-metragem                  |
| 2005 | Who Do You Love?         | Mãe                       | Curta-metragem                  |
| 2006 | Accidents                | Mãe                       | Curta-metragem                  |
| 2006 | Red Road                 | Jackie                    |                                 |
| 2006 | The Harvest              | Emma Bovey                | Curta-metragem                  |
| 2008 | Somers Town              | Jane                      |                                 |
| 2008 | Summer                   | Janice                    |                                 |
| 2008 | Trace                    | Karen                     | Curta-metragem                  |
| 2008 | Pussyfooting             | Joan                      | Curta-metragem                  |
| 2009 | Believe                  | Janice                    |                                 |
| 2010 | Outcast                  | Mary                      |                                 |
| 2010 | Native Son               | Policial                  | Curta-metragem (Cinema Extreme) |
| 2010 | Donkeys                  | Jackie                    |                                 |
| 2012 | Prometheus               | Ford                      |                                 |
| 2012 | Shell                    | Claire                    |                                 |
| 2013 | Filth                    | Chrissie                  |                                 |
| 2013 | Not Another Happy Ending | Anna le Fevre             |                                 |
| 2013 | For Those in Peril       | Cathy                     |                                 |
| 2014 | Soror                    | Amanda                    | Curta-metragem                  |
| 2014 | Catch Me Daddy           |                           |                                 |
| 2015 | A Bruxa                  | Katherine                 |                                 |
| 2015 | Couple in a Hole         | Karen                     |                                 |
| 2015 | Gracie                   | Mary                      | Curta-metragem                  |
| 2016 | Prevenge                 | Ella                      |                                 |
| 2017 | Star Wars: The Last Jedi | Oficial de Primeira Ordem |                                 |
| 2018 | Tell It to the Bees      | Pam Kranmer               |                                 |
| 2019 | Balance, Not Symmetry    | Mary Walker               |                                 |
| 2019 | Get Duked!               | Sargento Morag            |                                 |
| 2019 | Our Ladies               | Irmã Condron              |                                 |
| 2020 | Wildfire                 | Veronica                  |                                 |
| 2021 | The Green Knight         | Rainha Genebra            |                                 |
| 2021 | Shepherd                 | Pescadora                 |                                 |
| 2022 | O Homem do Norte         | Halldora, a Picta         |                                 |
| 2022 | Matriarch                | Cellia                    |                                 |

### Videogame
| Ano  | Título      | Personagem |
| ---- | ----------- | ---------- |
| 2020 | The Complex |            |

## Prêmios e indicações
| Ano  | Prêmios                                                                        | Nomeações        | Resultado |
| ---- | ------------------------------------------------------------------------------ | ---------------- | --------- |
| 2000 | British Academy Scotland Award de Melhor Performance na Televisão              | Tinsel Town      | Indicada  |
| 2006 | British Academy Scotland Award de Melhor Atriz em Filme Escocês                | Red Road         | Venceu    |
| 2006 | British Independent Film Award de Melhor Atriz em Filme Independente Britânico | Red Road         | Venceu    |
| 2006 | Montreal Festival of New Cinema Award de Atuação de Melhor Atriz               | Red Road         | Venceu    |
| 2007 | London Film Critics' Circle Award de Atriz Britânica do Ano                    | Red Road         | Indicada  |
| 2016 | British Academy Scotland Award de Melhor Atriz em Filme Escocês                | Couple in a Hole | Venceu    |